# Аутсорсинг
Аутсо́рсинг (англ. outsourcing; укр. підрядництво) — передача компанією частини її завдань або процесів стороннім виконавцям на умовах субпідряду.
Це угода, за якою робота виконується людьми із зовнішньої компанії, які зазвичай є також експертами в цьому виді робіт. Аутсорсинг часто використовується для скорочення витрат.
Протилежність аутсорсингу зветься інсорсинг.

## Зміст поняття
Найпоширенішим видом аутсорсингу є IT-аутсорсинг, тобто аутсорсинг інформаційних технологій, зокрема, робіт зі створення та супроводу продуктів із програмування. Зазвичай, аутсорсинг використовують для оптимізації витрат. Компанії вдаються до аутсорсингу, оскільки зарплатня програмістів (та в цілому вартість інтелектуальної праці) в країнах з розвиненою економікою є доволі високою, відповідно й утримання ІТ-підрозділів вимагає колосальних витрат. Для того, щоб їх зменшити, доцільно відмовитися від повного штату програмістів і передати якусь частину їхньої роботи (або ж усю відповідну роботу) іншим фірмам. У багатьох випадках компанії, що користуються аутсорсингом передають свої завдання та процеси компаніям, які знаходяться за кордоном (офшорне програмування), що обходиться набагато дешевше за рахунок різної оплачуваності програмістів. Таким чином, на різниці в оплаті праці «всередині» компанії та «зовні» (за межами країни) зародилося «офшорне програмування» як бізнес-напрямок.

### Переваги аутсорсингу
- Зростання рентабельності бізнесу. Аутсорсинг дає змогу скоротити витрати на обслуговування бізнес-процесів;
- Концентрація всіх зусиль на основному бізнесі. Передача супутніх бізнес-процесів на аутсорсинг дозволить спрямовувати зусилля на основну справу компанії;
- Залучення чужого досвіду. Аутсорсингова компанія спеціалізується на визначеному виді діяльності й обслуговує велику кількість фірм, що дозволяє їй досконало розбиратися у всіх поточних питаннях і використовувати напрацьований досвід;
- Надійність та стабільність. Аутсорсингова компанія несе відповідальність за роботу, яку виконує згідно з договором на обслуговування та поточним законодавством;
- Гнучкість масштабів бізнесу. При збільшенні (скороченні) масштабів бізнесу підприємству необхідно буде наймати (скорочувати) працівників, нести витрати на їхнє навчання, обладнання робочого місця, платити додаткові податки, компенсації тощо, що потребує часу та додаткових витрат, може призвести до зниження мобільності бізнесу та зростання витрат. Для аутсорсингової компанії збільшення або скорочення масштабів вашого бізнесу буде супроводжуватися лише переглядом вартості послуг, які передані на аутсорсинг.

### Недоліки аутсорсингу
- Загроза невиконання конфіденційності. Аутсорсингова фірма гарантує, що витік інформації про замовника неможливий, але виконання цього пункту не може гарантуватися стовідсотково. В аутсорсинговій фірмі діє положення про комерційну таємницю клієнта, порушення якої несе збитки, перш за все, безпосередньо самій аутсорсинговій компанії. Передача інформації про діяльність клієнта виконується тільки згідно з поточним законодавством;
- Людський чинник. Інженери інформаційної сфери або іншої сфери, які є співробітниками компанії, що надає послуги аутсорсингу, змінюються, що призводить до відсутності повної картини стану інфраструктури клієнта. Це може серйозно впливати на рівень інформаційної безпеки, ефективності життєдіяльності компанії-замовника. Відсутність в компанії-замовника директора з інформаційних технологій та політики існування інфраструктури, її планування, планування бюджету може мати не дуже гарні наслідки. В окремих випадках спостерігається психологічний вплив на людей, що обслуговують систему — зі страху втратити замовника виконуються «забаганки», які негативно впливають на стан системи, що, як правило, пов'язані з недоліками в інформаційній освіті замовника та небажанням витрачати потрібні кошти на підтримку інформаційної інфраструктури, інші чинники;
- У деяких випадках оперативність виконання дій з обслуговування інфраструктури порівняна з наявністю у замовника власного персоналу;
- Вартість аутсорсингу досить часто може бути вищою за вартість ведення обліку внутрішніми працівниками;
- Загроза банкрутства аутсорсингової компанії. Як і будь-яка фірма, аутсорсингова фірма потенційно може збанкрутувати, що породжує додаткові проблеми з пошуку іншої аутсорсингової фірми й передачі їй всіх справ.

## Схеми аутсорсингу
- Коли в компанії, що замовляє послугу, є власний персонал, керівник підрозділу, чітка структура та політики існування інфраструктури, проводиться навчання персоналу як технічного, так і ні. Компанії, що надають послуги, залучаються лише для виконання окремих робіт і контролюються власним персоналом компанії замовника. Договір складається на довгостроковій основі або тимчасовій;
- В інформаційній сфері, коли компанія, що надає послуги аутсорсингу, несе всі зобов'язання з супроводу системи бізнес-процесів, окрім «миттєвих», компанія-замовник має свій, але в обмеженій кількості персонал, що вирішує несуттєві завдання, потребує невеликої кваліфікації, але які обмежені часом. Іноді, в таких випадках, такий персонал є співробітником компанії, що надає послуги аутсорсингу («здається в оренду» або аутстафінг);
- Коли співробітники компанії, що надає послуги аутсорсингу, постійно знаходяться у компанії замовника, вони підпорядковуються керівництву замовника й можуть або не звітують перед власним роботодавцем, котрий виплачує їм заробітну платню. У цьому випадку компанія, що надає послуги аутсорсингу, також може виконувати роль з підбору кваліфікованого персоналу (аутстафінг);
- Коли співпрацюють дві або більше компаній аутсорсерів. Компанія замовник має філіали в різних країнах світу з центральним офісом, департаментом інформаційних технологій або закордонною компанією, що надає послуги з аутсорсингу. У такому випадку функції можуть розділятися на локальні, коли місцева компанія присутня лише для «фізичної» підтримки користувачів, та глобальні, які передбачають, наприклад, віддалене адміністрування з іншої країни інфраструктури філіалу.

## Методики роботи
Методики роботи компаній, що надають послуги аутсорсингу:
- Системи тікетів і інцидентів. Для реєстрації подій та управління завданнями використовується спеціальне програмне забезпечення, що відслідковує події й формує звітність. Ці системи дозволяють клієнту та постачальнику послуг аутсорсингу стежити за всіма інцидентами та тікетами, відслідковувати їх статуси та керувати пріоритетами завдань.
- Служба підтримки. Компанії аутсорсингу часто надають послуги служби підтримки, де клієнти можуть звертатися зі своїми питаннями, проблемами та запитами. Це включає в себе як телефонну підтримку, так і електронну пошту, чати та інші канали спілкування.
- Моніторинг та управління віддаленими системами. Компанії аутсорсингу активно використовують інструменти для моніторингу та управління віддаленими IT-системами та мережами. Це допомагає виявляти проблеми на ранніх стадіях і реагувати на них перед тим, як вони спричинять серйозні відмови.
- Автоматизація процесів. Компанії можуть використовувати автоматизовані системи для виконання рутинних завдань та процесів. Це допомагає зменшити людську помилковість та підвищити ефективність.
- Аналіз та звітність. Компанії аутсорсингу використовують аналітичні інструменти для моніторингу та аналізу продуктивності, витрат та інших показників. Це допомагає їм приймати обґрунтовані рішення та покращувати якість послуг.
- Гарантування кібербезпеки. Компанії аутсорсингу вкладають значні зусилля у гарантуванні кібербезпеки. Це включає в себе моніторинг загроз, захист від вторгнень, шифрування та інші заходи для збереження конфіденційності та цілісності даних.

## Аутсорсинг ІТ в Україні
У світовому рейтингу виробників ПЗ Україна посідає 15 місце[коли?]. У країні налічується біля тисячі компаній, що займаються розробкою ПЗ: у сфері зайнято близько 25-30 тисяч українських фахівців. За словами президента Альянсу компаній-розробників ПЗ, «річна частка України у світовому аутсорсингу складає приблизно $600 млн».
Приблизно з 2006-го року Україна стала повноцінним гравцем у сфері аутсорсингу[джерело?].
Раніше аутсорсингові компанії були зосереджені у великих містах, а нині цей напрямок активно розвивається в регіонах. У 2006 році в Ukrainian Outsourcing Forum взяли участь багато молодих українських компаній з регіонів. Більшість вітчизняних компаній орієнтовані на закордонні ринки. 55-60 % нашого аутсорсингу — це продукція на експорт. На думку представників Microsoft, український ринок молодий і для нього характерні риси всіх схожих ринків: «Йому властиве піратство й невелика потреба в програмних продуктах на внутрішньому ринку».
Станом на 2016 рік Україна піднялась у рейтингу Global Services Location Index на ринку аутсорсингових послуг на 24-те місце.

## Аутсорсинг бухгалтерських послуг
Аутсорсинг бухгалтерського обслуговування — передача аутсорсеру (зовнішньому для компанії виконавцю) функцій з ведення та організації бухгалтерського обліку підприємства, складання і введення його фінансової звітності. Підприємство укладає з аутсорсинговою фірмою договір про надання бухгалтерських послуг на умовах аутсорсингу. У цьому договорі потрібно обов'язково прописати такі пункти: обов'язки сторін, порядок виконання робіт, умови оплати робіт, відповідальність сторін.
Аутсорсинг бухгалтерських послуг може передбачати:
- повне (комплексне) ведення обліку підприємства
- ведення обліку в якості головного бухгалтера
- податковий супровід підприємства
- аутсорсинг окремих ділянок діяльності (наприклад, касових операцій підприємства, або розрахунок заробітної плати, бухоблік розрахунків ПДВ та інше).

Згідно з даними вебсайту «Центру бухгалтерського аутсорсингу» [Архівовано 25 березня 2021 у Wayback Machine.] станом на січень 2021 року, вартість аутсортингу бухгалтерських послуг в Україні становить: для підприємців від 450 грн до 4500 грн в місяць для компаній на єдиному податку і від 3000 до 2500 грн у місяць для компаній на загальній системі оподаткування; для юридичних осіб від 3000 грн до 7000 грн.

## Медичний аутсорсинг
Медичний аутсорсинг — це передача, на основі договору, певних функцій та видів робіт, від таких лікувальних та оздоровчих закладів, як клініки, лікарні, госпіталі, будинки престарілих, санаторії чи інші, що надають медичну та профілактичну допомогу, до компаній, які діють у потрібному напрямку.
Успіх аутсорсингу в сфері охорони здоров'я пов'язаний із застосуванням передового, інноваційного обладнання та технологій, які потребують висококваліфікованого медичного та технічного персоналу. З огляду на цю обставину, в Україні почастішали випадки передачі медичними закладами у ведення аутсорсингових компаній частини своїх робіт: документообіг, прибирання, приготування їжі, дезінфекція, прання, пошук персоналу, навчання та перекваліфікація кадрів, інші. Найбільшої популярності серед аутсорсингу закладам охорони здоров'я в Україні набув кейтеринг.